# Raul Costin
Raul Răzvan Costin (Mogoșoaia, 29 gennaio 1985) è un ex calciatore rumeno, di ruolo attaccante.